# Уральское сельское поселение (Челябинская область)
Уральское се́льское поселе́ние — муниципальное образование в Кизильском районе Челябинской области Российской Федерации. В рамках административно-территориального устройства муниципальное образование  соответствует административно-территориальной единице Уральский сельсовет.
Административный центр — посёлок Урал.

## История
Статус и границы сельского поселения установлены Законом Челябинской области от 17 сентября 2004 года № 276-ЗО «О статусе и границах Кизильского муниципального района и сельских поселений в его составе»

## Население
| 2002  | 2010  | 2011  | 2012  | 2013  | 2014  | 2015  |
| ----- | ----- | ----- | ----- | ----- | ----- | ----- |
| 1216  | ↘1171 | ↘1169 | ↘1141 | ↘1104 | ↘1086 | ↘1054 |
| 2016  | 2017  | 2018  | 2019  | 2020  | 2021  |       |
| ↘1035 | ↘1018 | ↗1021 | ↘1008 | ↘983  | ↘793  |       |

## Состав сельского поселения
| № | Населённый пункт | Тип населённого пункта          | Население |
| - | ---------------- | ------------------------------- | --------- |
| 1 | Ждановский       | посёлок                         | ↘215      |
| 2 | Смородинка       | посёлок                         | ↘278      |
| 3 | Урал             | посёлок, административный центр | ↘678      |